# Air Atlanta Icelandic
Air Atlanta Icelandic is een IJslandse luchtvaartmaatschappij met thuisbasis in Kópavogur. Zij verhuurt vliegtuigen en bemanningen wereldwijd.

## Geschiedenis
Air Atlanta Icelandic werd opgericht in 1986 als Atlanta Icelandic Air Transport of Tempair. In 2002 werd 50,5% overgenomen door Pilot Investor en werd het een zustermaatschappij van Islandsflug. Vanaf 2005 is de moederonderneming Hlutafelagid Eimskipafelag Islands.
In 2021 heropende Air Atlanta Icelandic haar dochteronderneming Air Atlanta Europe om een Boeing 777-passagiersvloot te exploiteren.
In 2025 voegt Air Atlanta Icelandic de eerste Boeing 777-200ER toe.

## Vloot
De vloot van Air Atlanta Icelandic bestond op 27 februari 2025 uit:
- 8 B747-400 Freighter
- 1 B777-200ER Passenger